# Lista över Djurgårdens IF Fotboll säsonger
Detta är en lista över de senaste säsongerna för Djurgårdens IF Fotboll.
| Säsong | Division    | Plats | Svenska cupen  | Europaspel                                                                          | Tränare                                                                                          | Bästa ligamålskytt                                                                  | Mål |
| ------ | ----------- | ----- | -------------- | ----------------------------------------------------------------------------------- | ------------------------------------------------------------------------------------------------ | ----------------------------------------------------------------------------------- | --- |
| 2022   | Allsvenskan | 2     | Semifinal      | Uefa Europa Conference League: Åttondelsfinal                                       | Kim Bergstrand/Thomas Lagerlöf                                                                   | Victor Edvardsen                                                                    | 9   |
| 2021   | Allsvenskan | 3     | Semifinal      |                                                                                     | Kim Bergstrand/Thomas Lagerlöf                                                                   | Edward Chilufya                                                                     | 8   |
| 2020   | Allsvenskan | 4     | Gruppspel      | Uefa Champions League: Kvalmomgång 1 Uefa Europa League: Kvalomgång 2               | Kim Bergstrand/Thomas Lagerlöf                                                                   | Fredrik Ulvestad                                                                    | 11  |
| 2019   | Allsvenskan | 1     | Semifinal      |                                                                                     | Kim Bergstrand/Thomas Lagerlöf                                                                   | Mohammed Buya Turay                                                                 | 15  |
| 2018   | Allsvenskan | 7     | Guld           | Uefa Europa League: Kvalmogång 2                                                    | Özcan Melkemichel                                                                                | Tino Kadewere, Aliou Badji                                                          | 8   |
| 2017   | Allsvenskan | 3     | Gruppspel      |                                                                                     | Özcan Melkemichel                                                                                | Magnus Eriksson                                                                     | 14  |
| 2016   | Allsvenskan | 7     | Gruppspel      |                                                                                     | Omg 1-16: Pelle Olsson, Omg 17-30: Mark Dempsey                                                  | Michael Olunga                                                                      | 12  |
| 2015   | Allsvenskan | 6     | Gruppspel      |                                                                                     | Pelle Olsson                                                                                     | Nyasha Mushekwi                                                                     | 12  |
| 2014   | Allsvenskan | 7     | Gruppspel      |                                                                                     | Pelle Olsson                                                                                     | Erton Fejzullahu                                                                    | 9   |
| 2013   | Allsvenskan | 7     | Final          |                                                                                     | Omg 1-5: Magnus Pehrsson, omg 6-8: Anders Johansson/Martin Sundgren, omg 9-30: Per Mathias Høgmo | Amadou Jawo                                                                         | 12  |
| 2012   | Allsvenskan | 9     |                |                                                                                     | Magnus Pehrsson                                                                                  | Erton Fejzullahu                                                                    | 7   |
| 2011   | Allsvenskan | 11    | Åttondelsfinal |                                                                                     | Omg 1-6: Lennart Wass, omg 7-30: Magnus Pehrsson                                                 | Kennedy Igboananike, Joona Toivio                                                   | 6   |
| 2010   | Allsvenskan | 10    | 16-delsfinal   |                                                                                     | Lennart Wass                                                                                     | Kennedy Igboananike                                                                 | 9   |
| 2009   | Allsvenskan | 14    | Åttondelsfinal |                                                                                     | Omg 1-12: Andrée Jeglertz/Zoran Lukić, omg 13-30: Andrée Jeglertz                                | Sebastian Rajalakso, Christer Youssef, Patrik Haginge, Hrvoje Milić, Daniel Sjölund | 3   |
| 2008   | Allsvenskan | 12    | 16-delsfinal   | Uefacupen: Kvalomgång 2                                                             | Siggi Jónsson                                                                                    | Sebastian Rajalakso                                                                 | 7   |
| 2007   | Allsvenskan | 3     | 16-delsfinal   |                                                                                     | Siggi Jónsson                                                                                    | Thiago Quirino da Silva                                                             | 8   |
| 2006   | Allsvenskan | 6     | Åttondelsfinal | Uefa Champions League: Kvalomgång 2 Uefacupen: Kvalmomgån 2 Royal League: Semifinal | Omg 1-20: Kjell Jonevret, omg 21-26: Anders Grönhagen                                            | Jones Kusi-Asare, Mattias Jonson                                                    | 6   |
| 2005   | Allsvenskan | 1     | Guld           | Royal League: Gruppspel                                                             | Kjell Jonevret                                                                                   | Jones Kusi-Asare                                                                    | 12  |
| 2004   | Allsvenskan | 4     | Guld           | Uefa Champions League: Kvalmomgång 3 Uefacupen: Kvalomgång 1                        | Omg 1-12: Zoran Lukić, omg 13-26: Kjell Jonevret                                                 | Andreas Johansson                                                                   | 11  |
| 2003   | Allsvenskan | 1     | Semifinal      | Uefa Champions League: Kvalmomgång 2                                                | Sören Åkeby / Zoran Lukić                                                                        | Kim Källström                                                                       | 14  |
| 2002   | Allsvenskan | 1     | Guld           | Uefacupen: Omgång 2                                                                 | Sören Åkeby / Zoran Lukić                                                                        | Kim Källström                                                                       | 12  |
| 2001   | Allsvenskan | 2     | Åttondelsfinal |                                                                                     | Sören Åkeby / Zoran Lukić                                                                        | Jones Kusi-Asare                                                                    | 7   |
| 2000   | Superettan  | 1     | Åttondelsfinal |                                                                                     | Sören Åkeby / Zoran Lukić                                                                        | Samuel Wowoah                                                                       | 12  |
| 1999   | Allsvenskan | 14    | Omgång 1       |                                                                                     | Omg 1-14: Michael Andersson, omg 15-26: Sören Åkeby / Zoran Lukić                                | Sharbel Touma                                                                       | 8   |
| 1998   | Div 1 Norra | 1     | Semifinal      |                                                                                     | Michael Andersson                                                                                | Fredrik Dahlström                                                                   | 16  |
| 1997   | Div 1 Norra | 2     | Omgång 2       |                                                                                     | Roger Lundin                                                                                     | Fredrik Dahlström                                                                   | 14  |
| 1996   | Allsvenskan | 13    | Gruppspel      | Intertotocupen: Gruppspel                                                           | Anders Grönhagen                                                                                 | Fredrik Dahlström, Zoran Stojcevski                                                 | 5   |
| 1995   | Allsvenskan | 6     | Kvartsfinal    |                                                                                     | Anders Grönhagen                                                                                 | Bosse Andersson                                                                     | 11  |
| 1994   | Div 1 Norra | 1     | Kvartsfinal    |                                                                                     | Anders Grönhagen                                                                                 | Bosse Andersson                                                                     | 24  |
| 1993   | Div 1 Norra | 3     | Omgång 3       |                                                                                     | Bo Petersson                                                                                     | Nebojša Novaković                                                                   | 19  |
| 1992   | Allsvenskan | 7     | Åttondelsfinal |                                                                                     | Thomas Lundin                                                                                    | Mikael Martinsson                                                                   | 18  |
| 1991   | Allsvenskan | 5     | Åttondelsfinal | Intertotocupen: Gruppspel                                                           | Lennart Wass                                                                                     | Mikael Martinsson                                                                   | 9   |
| 1990   | Allsvenskan | 5     | Guld           | Cupvinnarcupen: Omgång 1                                                            | Lennart Wass                                                                                     | Peter Skoog, Niklas Karlström                                                       | 8   |
| 1989   | Allsvenskan | 6     | Final          | Cupvinnarcupen: Omgång 2 Intertotocupen: Gruppspel                                  | Tommy Söderberg                                                                                  | Peter Skoog                                                                         | 6   |
| 1988   | Allsvenskan | 3     | Åttondelsfinal |                                                                                     | Tommy Söderberg                                                                                  | Steve Galloway                                                                      | 13  |
| 1987   | Div 1 Norra | 1     | Åttondelsfinal |                                                                                     | Tommy Söderberg                                                                                  | Stefan Rehn                                                                         | 15  |
| 1986   | Allsvenskan | 14    | Omgång 3       |                                                                                     | Björn Westerberg                                                                                 | Stefan Rehn                                                                         | 6   |
| 1985   | Div 2 Norra | 1     | Omgång 6       |                                                                                     | Björn Westerberg                                                                                 | Glenn Myrthil                                                                       | 14  |